# Ландшафтные пояса Армении

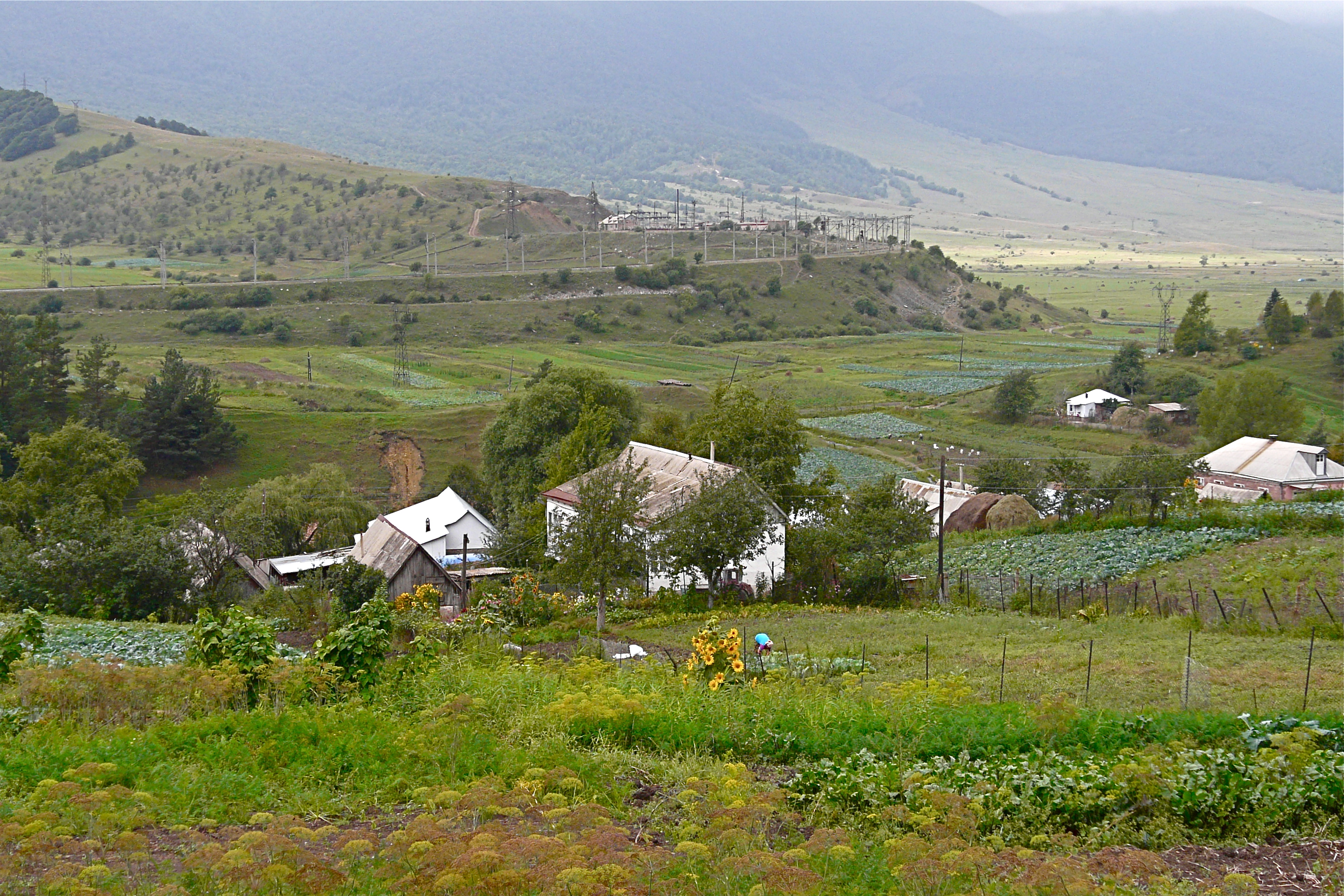
Влажный степной пояс близ села Фиолетово

Характерными для территории Армении естественными ландшафтами являются: полупустыни, сухие степи, умеренно влажные леса и альпийские луга. Для Араратской равнины характерны полупустынные и низменные солончаково-луговые ландшафты. Последние входят именно в полупустынный пояс, хотя высокий уровень подземных вод обусловил формирование влажных низменных солончаковых лугов.

## Степи

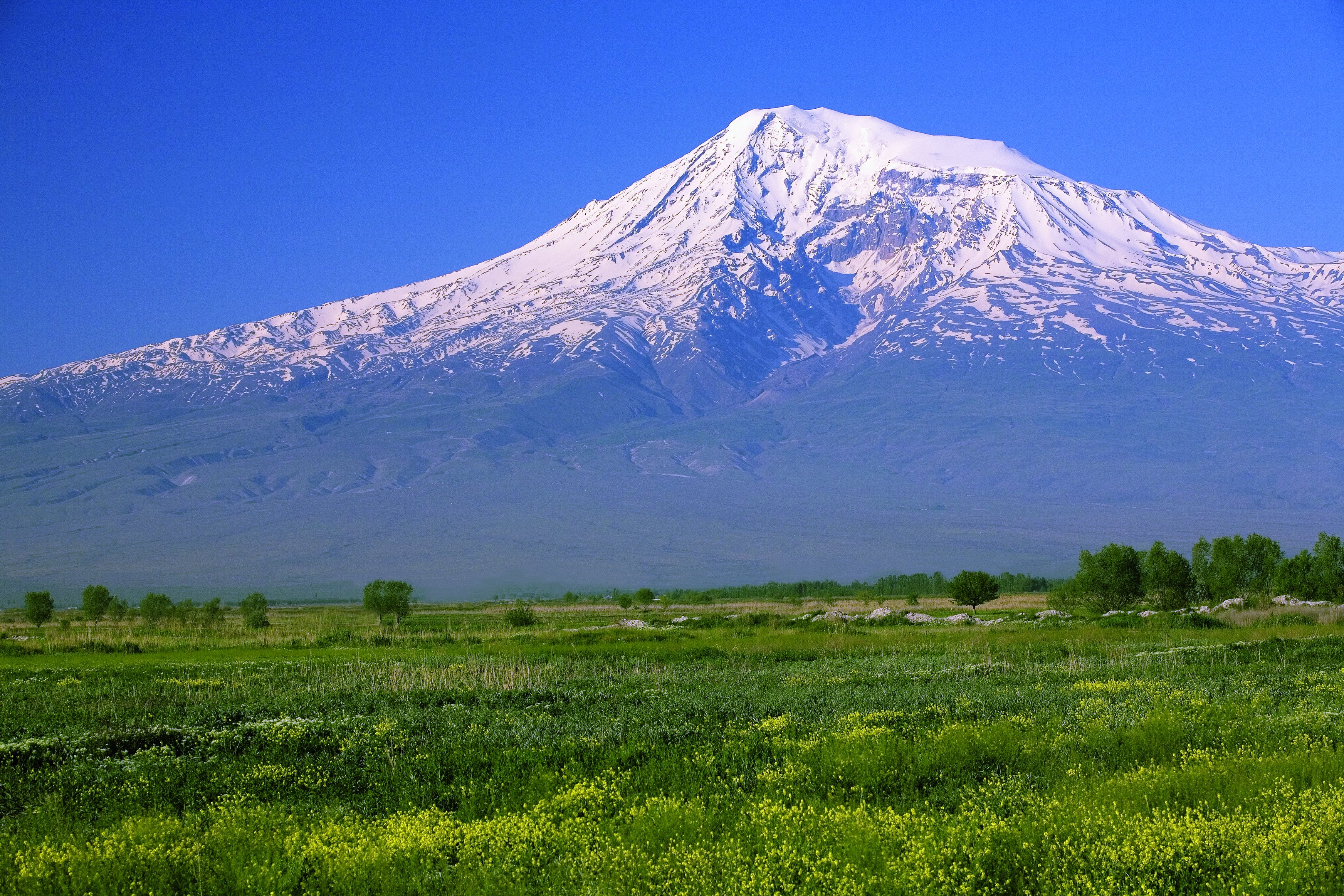
Умеренно влажные степи Араратской равнины

Степи являются преобладающим ландшафтным типом Армении и представлены множеством различных подтипов: сухие, умеренно сухие, умеренно влажные и влажные.

### Сухие степи
Встречаются в предгорьях, большая их часть сосредоточена в Араратской равнине. Они являются промежуточным типом между полупустынями и степями; сформированы преимущественно на вулканических плато высотой до 1500 м, в условиях преобладания умеренно теплого континентального климата, с преобладанием теплого, сухого лета и холодной зимы.
Сухой степной пояс является самым изрезанным и эродированным в республике. Большие его территории до сих пор не используются полноценно под сельскохозяйственные нужды, причиной чему является нехватка воды и каменистость местности. В бассейнах рек Азат и Веди, а также в Вайке, сухие степи сформировались на осадочных породах, сильно изрезаны, с отвесными склонами, широко распространены бедленды.

### Умеренно сухие степи
Чередуются с сухими степями, образуя узкий пояс на крутых склонах. Значительные их территории находятся на равнинах межгорных котловин средневысоких гор. Климат континентальный, осадки уменьшаются в течение вегетации, активное земледелие требует орошения.

### Умеренно влажные степи
Распространены в основном на средних высотах вулканических плато, на солнечных склонах горных хребтов (идеальными примерами являются: Базумский, Вираайоцский, Памбакский, Вайкский хребты). Климатические условия благоприятны для ведения сельского хозяйства, однако, препятствующим фактором является большая крутизна рельефа. Поэтому подобные ландшафты в основном используются под пастбища и сенокосы. 

### Влажные степи
В пределах Среднеараксинской котловины верхний ярус гор средней высоты представлен влажными степными ландшафтами, для которых характерны: осадки во все сезоны, высокий процент гумуса, обессоленность почвенного покрова и т.д. Природно-ландшафтные условия благоприятны для сенокошения, а также для возделывания злаковых культур. В нижнем поясе высоких гор сформирован своеобразный тип ландшафта – субальпийские луговые степи. Они имеют двойственное происхождение: в Среднеараксийском районе являются следствием ксерофитизации нижних альпийских лугов, в горах Малого Кавказа – отступлением верхнего лесного пояса. В обоих случаях отличаются большой биопродуктивностью, в основном используются в качестве сенокосов.

## Альпийский луговой пояс
Альпийский луговой пояс господствует на высокогорных плато и массивах высотой свыше 2000 (2100) м. В его нижнем подпоясе распространены ландшафты нижних альпийских лугов, в верхнем – верхних альпийских лугов (свыше 2700-2800 м). Альпийский пояс является районом летних пастбищ. Они каменисты, перегружены выпасом скота и нуждаются в коренном преобразовании. Высокогорные луга формируются в условиях холодного климата. Количество биомассы невелико из-за низких температур.

## Лесной пояс

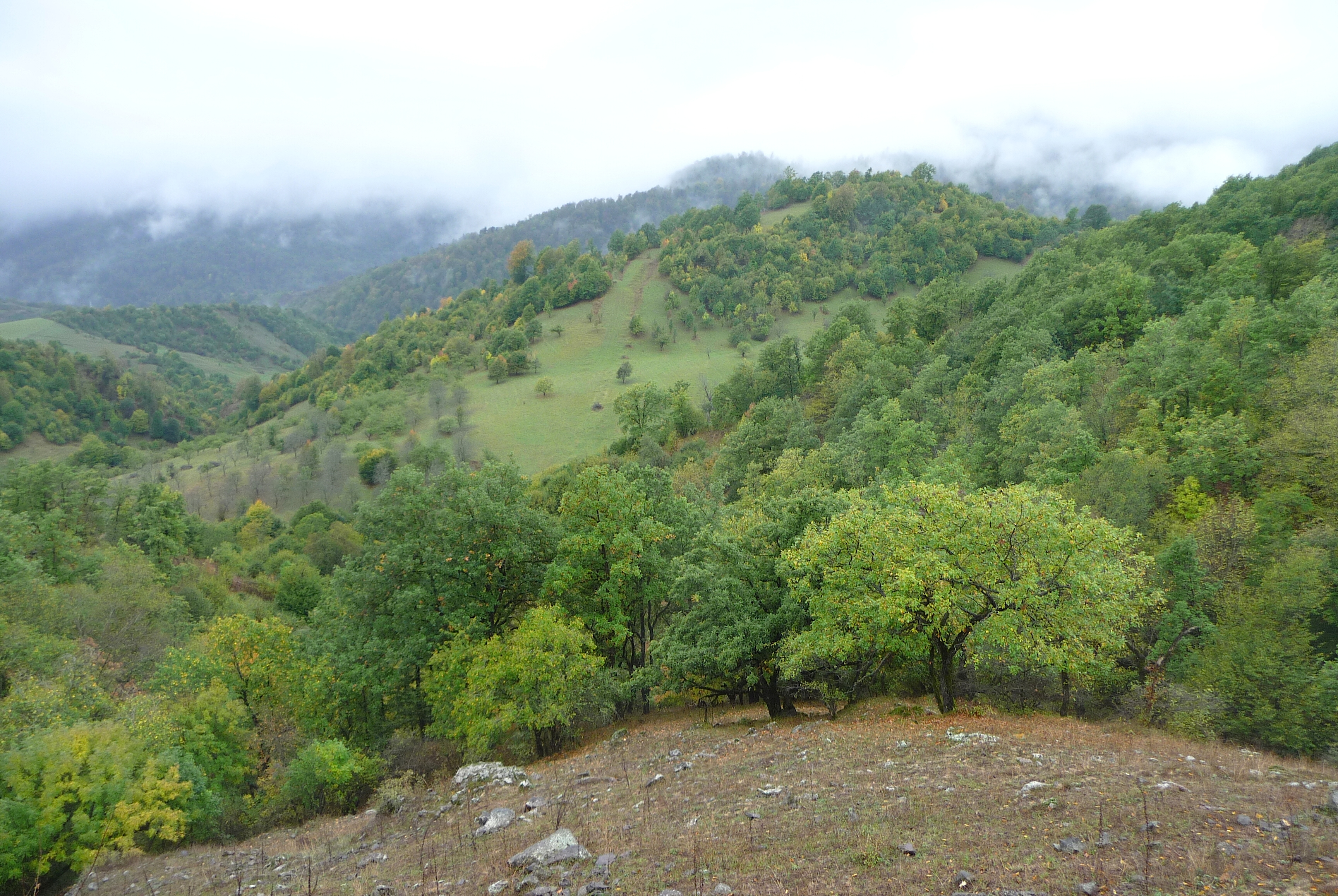
Лесной пояс в Дилижане

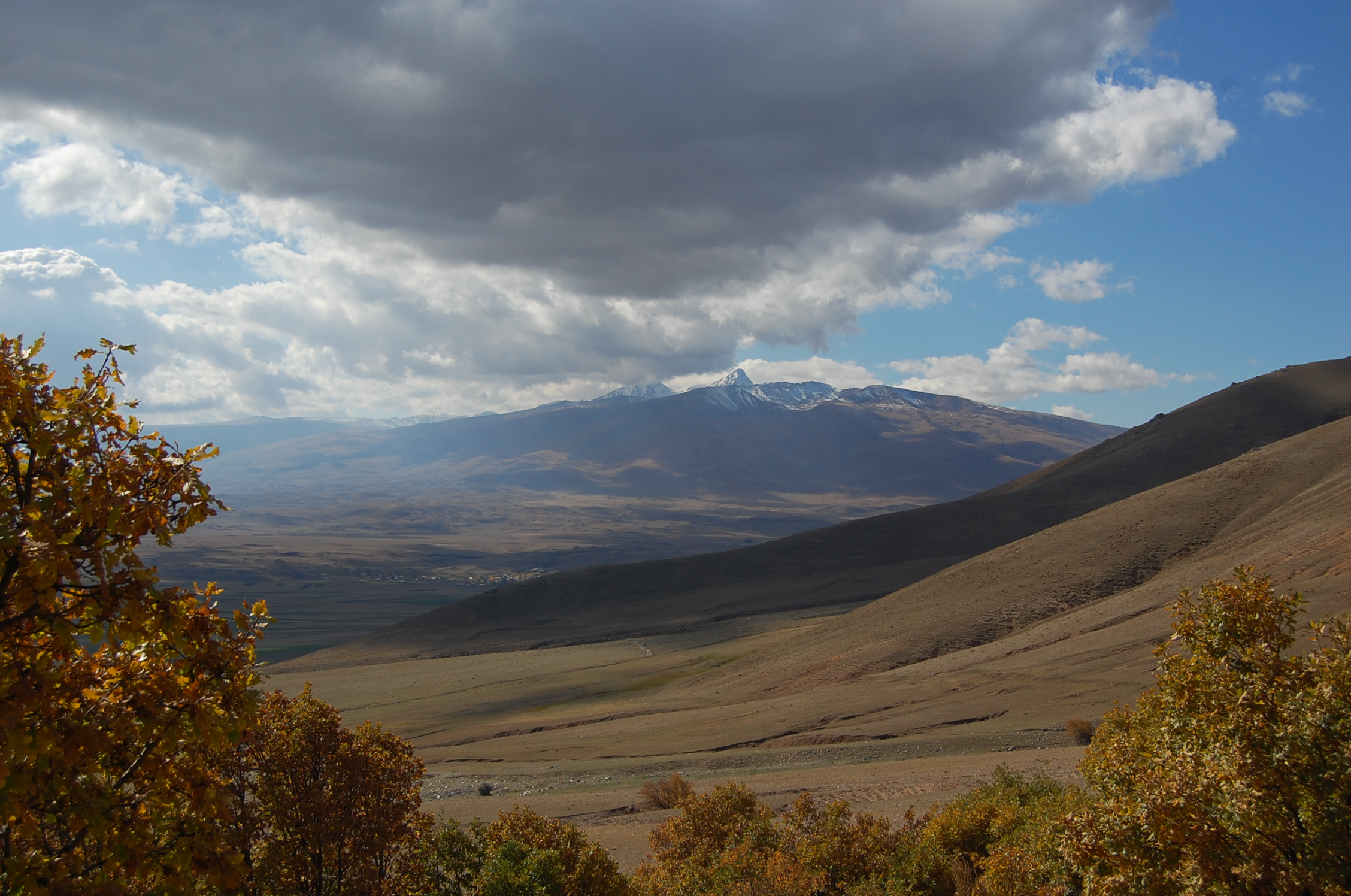
Полупустынный пояс на Апаранской котловине близ села Ттуджур

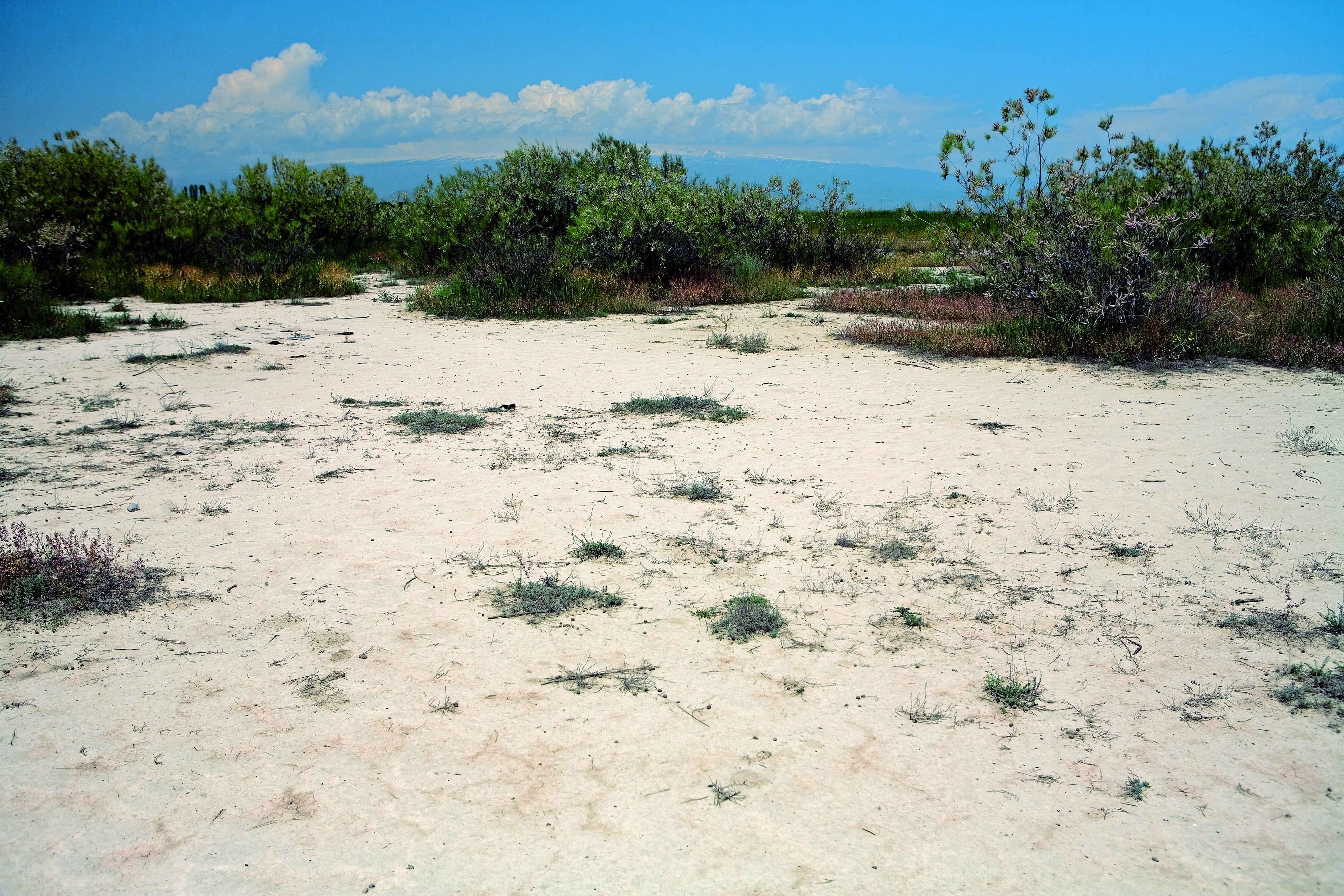
Солончаковая пустыня на Араратской равнине, близ Ерасхауна

Лесной пояс является господствующим ландшафтным поясом в горах Армении; здесь преобладающими породами являются: дуб, бук и граб. Соотношение тепла и влаги в этом поясе наиболее благоприятное в пределах республики. Леса в основном занимают циркуляционные (подветренные) склоны, составляя 11.8% территории республики. В северной Армении (Гугарк, Тавуш, Лори) верхняя граница лесов не превосходит 2000 м, в Зангезуре достигает 2300-2400 м. Если в северных районах лесные ландшафты занимают более 30% лесной территории, в Зангезуре 20%, то в Араратской равнине – 2-3%. Сухие кустарниковые леса в основном встречаются в северо-восточных районах, в долине Мегри они преобразовались в шибляки. Влажные буковые леса распространены в верхнем подпоясе лесного пояса, на теневых (северных) склонах и в глубоких, темных долинах. Умеренно влажные вторичные редколесья образовались вследствие деградации лесов.

## Полупустынный пояс
Полупустынный пояс встречается на высоте до 1300 м, а низменные луга до 800- 900 м. Для этого пояса характерна полынная и эфемерная растительность, для солончаков – галофитные полукустарники. Большая часть ландшафтов этого пояса используется под сельскохозяйственные нужды. В последние десятилетия проводятся широкомасштабные работы по обессолению и окультуриванию солончаков. Низинные болотные ландшафты также мелиорированы и окультурены.
Полупустынный пояс занимает обширную территорию на предгорных участках, где рельеф холмистый, волнистый, местами с крутыми склонами. В силу сухого континентального климата преобладают процессы физического выветривания, обуславливая накопление раздробленных масс и процессы быстрой минерализации биовеществ. Весенние ливневые дожди, характерные для полупустынного пояса, уносят эти рыхлые образования, становясь причиной селевых явлений.
Вследствие сухого климата, в предгорных и низкогорных участках водонепроницаемые осадочные породы, окаймляющие Араратскую равнину с юго-востока, образовали бедленды (своеобразный тип пустынно-полупустынных ландшафтов, лишенный растительного покрова). В этом поясе земледелие возможно только при орошении.

## Пустынный пояс
Типичные пустынные ландшафты на территории Армении в виде небольших островков встречаются:

На территории Гораванской пустыни

На речных отложениях

Неподалёку от реки Аракс на территории области Армавир

## Снежный пояс
На высоких горных вершинах (Арагац, Капутджух и т.д.), выше альпийского пояса, формируются субнивальные ландшафты с пятнами вечного снега и льда на голых скалах.